# Disciphania smithii
Disciphania smithii är en tvåhjärtbladig växtart som beskrevs av Rupert Charles Barneby. Disciphania smithii ingår i släktet Disciphania och familjen Menispermaceae. Inga underarter finns listade i Catalogue of Life.